# Franck Judes
Franck Judes est un ancien kick-boxeur français.
Judes a été champion du monde dans la catégorie poids moyen a 4 reprises, 3 fois en tant que professionnel et 1 fois en tant qu'amateur. 
Surnommé « tireur d'élite »[réf. nécessaire] durant sa carrière, il a fait 31 K.O pour 46 victoires.
Il est un des rares champions unifiés W.A.K.O-PRO, I.K.L, I.K.B.F .